# Friapatij
Friapatij (perzijsko فریاپت‎) ali Priapatij, včasih tudi Friapit, veliki kralj Partskega cesarstva, ki je vladal od leta 191 do 176 pr. n. št., * ni znano, † 176 pr. n. št.. 
Friapatij je bil vnuk Tiridata I., brata Arsaka I., ustanovitelja Arsakidske dinastije.  Vladal je v obdobju, ko je Partsko cesarstvo napadel selevkidski kralj Antioh III. Veliki. Bili je oče kar treh partskih kraljev: svojega naslednika Fraata I., Mitridata I. in Artabana I..

## Vir
- Junijan Justin, Historiarum Philippicarum, 45.5.

| Friapatij Arsakidska dinastija |                                                                         |                     |
| Vladarski nazivi               |                                                                         |                     |
| Predhodnik: Arsak II.          | Veliki kralj (šah) Partskega cesarstva 191 pr. n. št. – 176 pr. n. št.. | Naslednik: Fraat I. |